# Nuda
Nuda (do latim nudus, nu) é uma das classes pertencentes ao filo Ctenophora ("pentes-do-mar"), que inclui uma única ordem, Beroida e uma única família, Beroidae. Estes organismos fazem parte do zooplâncton e caracterizam-se pelo corpo cônico ou cilíndrico, tendo boca muscular. Ao contrário da classe Tentaculata, não possuem tentáculos.

## Gêneros
- Beroe Browne, 1756
- Neis Lesson, 1843